# Вкладка (стоматология)

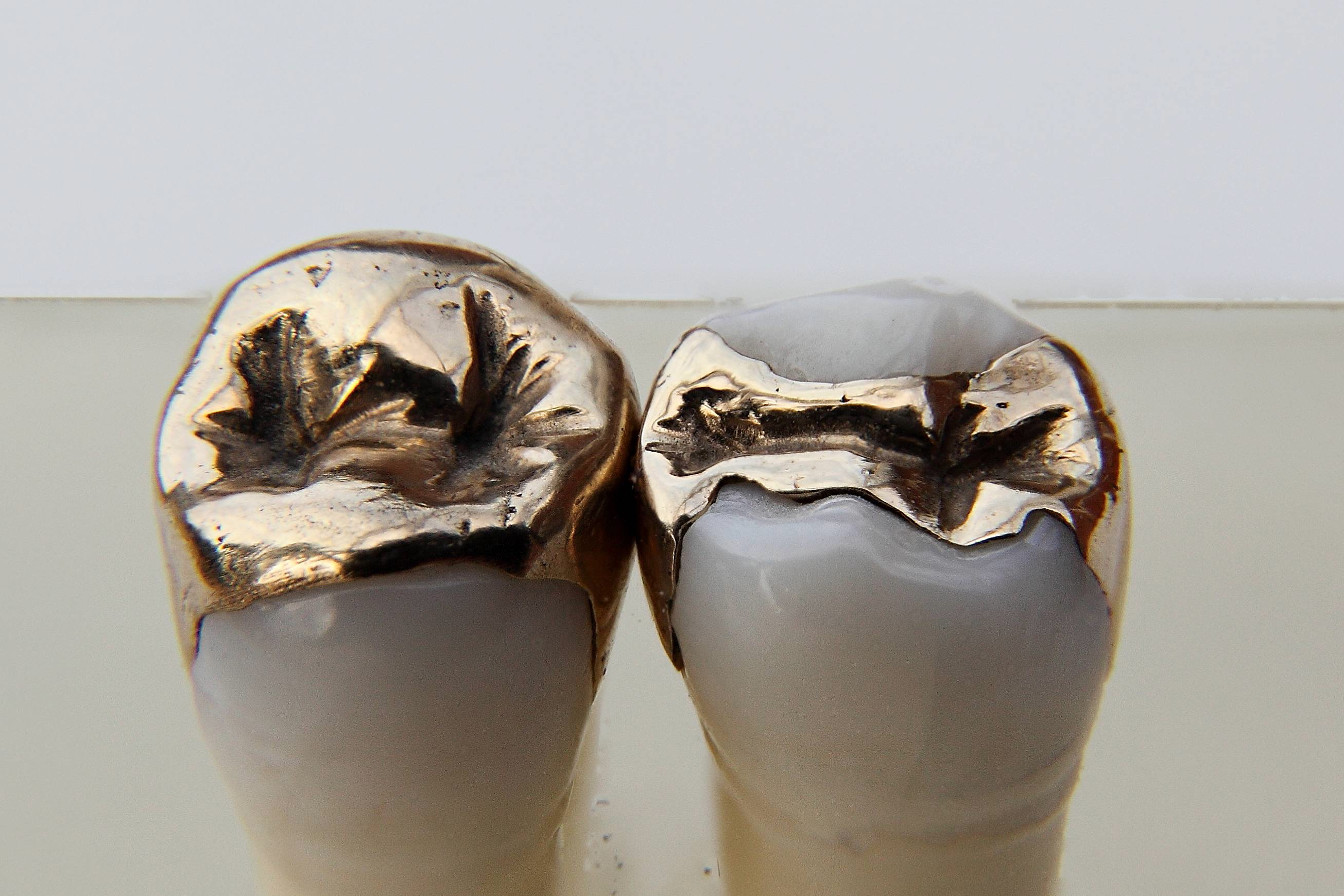
золотые зубные вкладки

Вкладки являются одним из способов восстановления (реконструкции) зубов, наравне с пломбами. В стоматологии различают несколько видов вкладок, они могут выполнять разные функции.
Вкладками называют протезы, которые восстанавливают анатомическую форму зуба, заполняя собой дефект в его коронке.
Вкладки относят к микропротезам и применяют для восстановления формы и функции коронковой части зуба, нарушенной в результате кариозных и некариозных поражений твёрдых тканей зубов. Вкладки используют также при замковой фиксации и в качестве опоры несъемных и съемных протезов и шинирующих конструкций.
Изготавливают вкладки в два этапа: клинический и зуботехнический. Вкладки фиксируются к зубу с помощью цемента (чаще всего стеклоиономерного) или композита двойного отверждения (светового и химического).

## Виды вкладок
Есть 4 вида вкладок в зависимости от формы:
- InLay (Тело вкладки не выходит за пределы бугров зуба)
- OnLay (Тело вкладки полностью перекрывает один или более бугров зуба)
- OverLay (тело вкладки охватывает 4 из 5 стенок коронки зуба)[1][2])
- Pinlay (вкладка имеет дополнительный элемент фиксации — штифт (пин))

### Культевая вкладка[англ.](литой штифт)
Изготавливается из зуботехнических сплавов металлов посредством точного литья, а также из оксида алюминия, оксида циркония и другой керамики методом фрезерования и шлифования (CAD/CAM). Предназначена для создания культи зуба при сильном его разрушении (в том числе стопроцентном отсутствии коронковой части). Культевая вкладка имеет две части: корневую (внутриканальную) и над корневую (культя).
Культевые вкладки подразделяются на разборные и неразборные. Разборные предназначены для многоканальных зубов с дивергенцией каналов. Выбор между разборной и неразборной вкладками зависит от степени сохранения здоровых твёрдых тканей зуба. Если после препарирования зуба толщина и высота оставшихся стенок более 1,5 мм, то предпочтительнее неразборная вкладка. Разборная вкладка требует препарирования корневого дентина вокруг ещё одного-двух каналов - тем самым ослабляя зуб и повышая риск перелома. Поэтому она рекомендована только при значительном разрушении зуба, когда более консервативный вариант (неразборная вкладка) противопоказан из-за недостаточной ретенции и высокого риска расцементирования. 

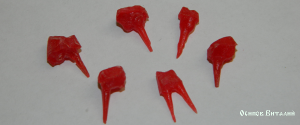
Шаблон культевой вкладки из беззольной пластмассы

По способу изготовления вкладок различают вкладки смоделированные прямым методом и лабораторным методом. При прямом методе моделировки вкладок врач, после препарирования зубов, непосредственно в полости рта моделирует из воска или беззольной пластмассы шаблон культевой вкладки и передает  его в зуботехническую лабораторию, которая, в свою очередь, делает по этому шаблону отливку вкладки либо изготавливает ее из металла или керамики методом фрезерования или шлифования - в последнее время для этой цели все чаще применяются CAD/CAM системы. При моделировке вкладки лабораторным путём основной задачей врача является препарирование зуба, получение слепков и регистраторов окклюзии. Далее зубной техник, установив модели зубных рядов в артикуляторе, моделирует шаблон вкладки.

### Вкладка керамическая
Применяется при значительном разрушении зуба. Однако, должны присутствовать, как минимум, две стенки зуба.

### Вкладка армированная композитная
Композитные вкладки по эластичности ближе к зубу по сравнению с керамическими, но композит обладает меньшей прочностью, стирается при интенсивной нагрузке, склонен накапливать на своей поверхности пищевой налет - хотя и значительно меньше, чем композитная пломба - ввиду более полной полимеризации материала в условиях зуботехнической лаборатории (при высокой температуре и давлении), чего невозможно добиться в полости рта пациента.

### Вкладка золотая

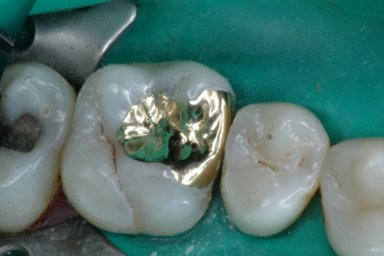

Один из наиболее старых и отлично зарекомендовавших себя способов восстановления утраченных тканей зуба. За счет своих свойств (в частности, коррозийной стойкости и относительной мягкости золота) способны служить 15-20 и более лет. Недостатком можно считать только отсутствие эстетики (собственно керамические и композитные вкладки призваны решить эту проблему).

## Преимущество вкладок по отношению к прямым реставрациям
Протезирование вкладками рассматривают как наиболее эффективную стоматологическую помощь при восстановлении анатомической формы и функции зубов.
Выделяют следующие преимущества ортопедического лечения зубов вкладками:
1. Возможность полного восстановления анатомической формы зуба (разрушенные бугры, боковые эмалевые валики на жевательной поверхности);
2. Позволяет обеспечить адекватное формирование контактного пункта при поражении апроксимальной поверхности зуба;
3. Восстановление анатомической формы зуба для нормализации функций жевательного аппарата;
4. Создание условий контроля точности прилегания вкладки ещё до ее окончательной фиксации;
5. Возможность полировки всех наружных поверхностей, в том числе и апроксимальных, до фиксации вкладки.[3]